# سيسيل هور
سيسيل هور (بالهولندية: Cecil Hoare)‏ هو عالم حيوانات هولندي، ولد في 6 مارس 1892 في ميديلبورخ في هولندا، وتوفي في 23 أغسطس 1984.